# Collet de Sentor
El Collet de Sentor és una collada de 682,8 metres d'altitud del terme municipal de Riner, al Solsonès. Està situat a uns 650 metres al nord-oest del poble de Freixinet, a prop i al sud-oest de les restes de la masia de Bolsegura.